# Stilton
Stilton és un formatge anglès que té dues varietats: la blava (blue) i la blanca (white), totes dues protegides des de 1996 amb la denominació d'origen de la Comissió Europea. Al seu país natal és considerat com el rei dels formatges i només aquells formatges produïts als comtats de Derbyshire, Leicestershire i Nottinghamshire poden ser anomenats stilton si són elaborats d'acord amb les normes establertes. És un formatge amb una textura cremosa però friable i un sabor suau.

## Característiques
És un formatge blau elaborat a partir de la llet de vaca. La seva crosta és florida i es menja en diferents graus de maduració: tendre, semicurat i curat. La seua pasta pot ésser de color blanc o taronja.
Pel que fa al stilton blanc, aquest no ha estat en contacte amb el fong Penicillium roqueforti i, per tant, no presenta les vetes típiques de floridura de color blau.

## Degustació

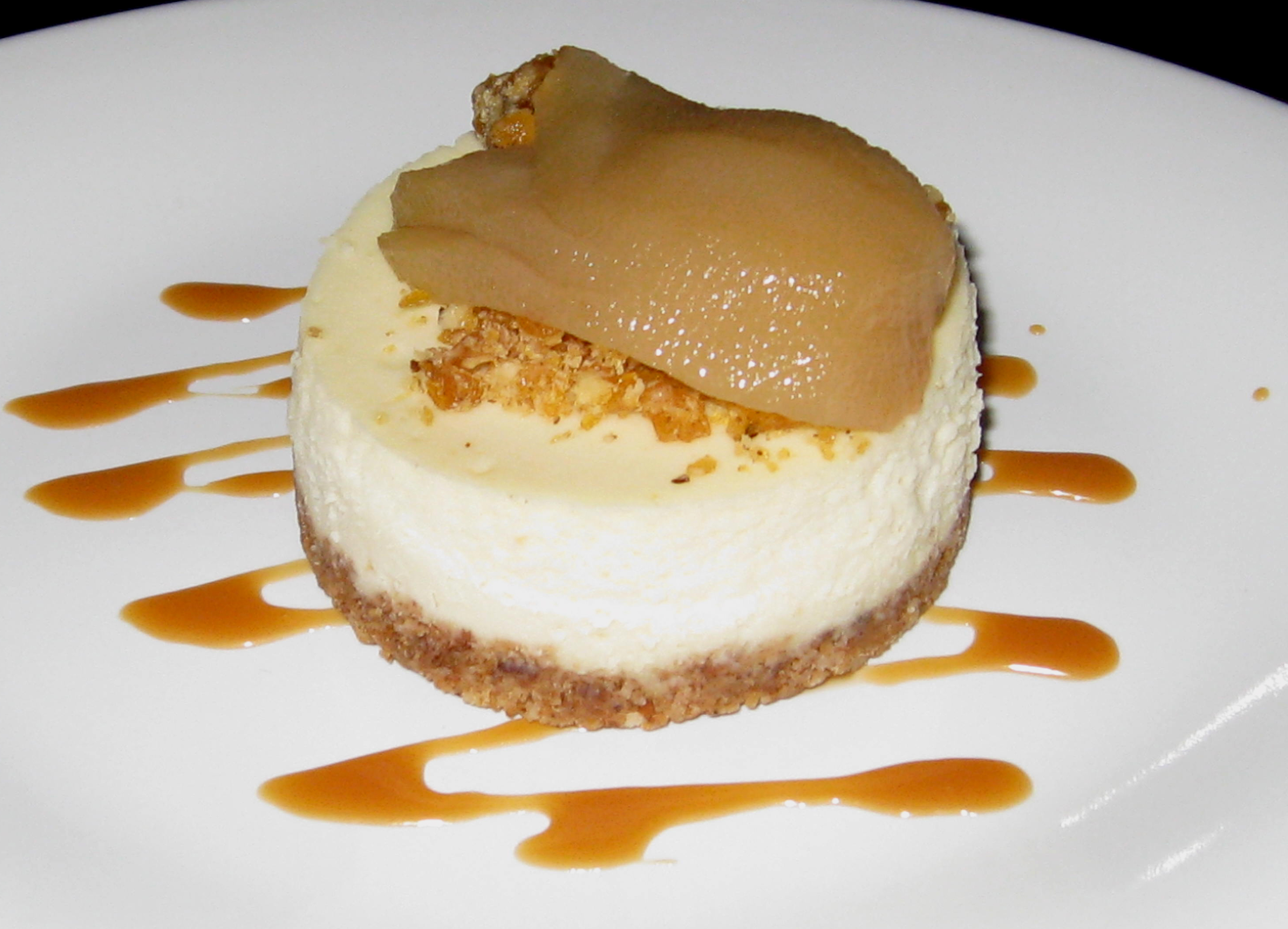
Cheesecake de formatge Stilton amb pera confitada.

El stilton blau es menja sovint amb crudités d'api i també s'afegeix per a assaonar sopa de bròquil o altres verdures. També combina bé amb galetes salades i pa i amb fruita com pera o raïm. Tradicionalment el vi dolç (Porto, Xerés, Madeira) s'ha considerat sempre com el millor vi per degustar aquesta varietat de formatge.